# Entephria variocingulata
Entephria variocingulata là một loài bướm đêm trong họ Geometridae.